# Lörrach (huyện)
Lörrach là một huyện (Landkreis) ở tây nam của Baden-Württemberg, Đức. Các huyện giáp ranh là Breisgau-Hochschwarzwald và Waldshut. Về phía tây huyện này giáp tỉnh của Pháp Haut-Rhin; về phía nam là các tổng của Thụy Sĩ Basel-Stadt, Basel-Landschaft và Aargau.

## Lịch sử
Năm 1973, một phần huyện Müllheim và một phần nhỏ huyện Säckingen đã được chuyển sanh huyện này, làm tăng diện tích huyện thêm 25%.

## Địa lý
Phía đông bắc của huyện thuộc Hochschwarzwald, phần cao nhất của Rừng Đen. Phía tây là Markgräfler Hügelland, phía nam là Dinkelberg, cả hai đều là các vùng đồi thấp. Sông Rhine tạo thành ranh giới phía tây và nam của huyện, hai bên là một thung lũng hẹp trước khi đến vùng phía bắc của Basel với Oberrheinebene rộng lớn hơn.

## Xã và đô thị
| Thị trấn | Xã | |
| --- | --- | --- |
| 1. Kandern 2. Lörrach 3. Rheinfelden 4. Schönau im Schwarzwald 5. Schopfheim 6. Todtnau 7. Weil am Rhein 8. Zell im Wiesental | 1. Aitern 2. Bad Bellingen 3. Binzen 4. Böllen 5. Efringen-Kirchen 6. Eimeldingen 7. Fischingen 8. Fröhnd 9. Grenzach-Wyhlen 10. Häg-Ehrsberg 11. Hasel 12. Hausen im Wiesental 13. Inzlingen 14. Kleines Wiesental | 1. Malsburg-Marzell 2. Maulburg 3. Rümmingen 4. Schallbach 5. Schliengen 6. Schönenberg 7. Schwörstadt 8. Steinen 9. Tunau 10. Utzenfeld 11. Wembach 12. Wieden 13. Wittlingen |